# Robert Newbery
Robert Newbery (n. 2 ianuarie 1979, Adelaide, Australia de Sud, Australia) este un săritor în apă ce a reprezentat Australia, medaliat olimpic. A participat la 3 ediții ale Jocurilor Olimpice (2000, 2004, 2008) în care a câștigat 3 medalii de bronz.